# (4708) Полидор
(4708) Полидор (лат. Polydoros, др.-греч. Πολύδωρος) — троянский астероид Юпитера, двигающийся в точке Лагранжа L5, в 60° позади планеты. Астероид был открыт 11 сентября 1988 года американским астрономом Кэролин Шумейкер в Паломарской обсерватории и назван в честь Полидора, персонажа древнегреческой мифологии.